# Pachythone philonis
Pachythone philonis is een vlindersoort uit de familie van de prachtvlinders (Riodinidae), onderfamilie Riodininae.
Pachythone philonis werd in 1873 beschreven door Hewitson.